# Václav Činčala
Václav Činčala (* 23. dubna 1974) je bývalý český fotbalista, útočník.

## Fotbalová kariéra
Odchovanec FC Baník Ostrava. Hrál za FC Baník Ostrava, FK Fotbal Třinec, Fotbal Frýdek-Místek, FC Karviná, VFC Plauen, Bohemians Praha, Synot Staré Město, FC Tescoma Zlín a SC Retz. V lize nastoupil v 219 utkáních a dal 33 gólů. V evropských pohárech nastoupil ve 4 utkáních. Důrazný útočník, dobrý hlavičkář s dobrou orientací v šestnáctce, chybí mu rychlost.